# Financiamento climático na Argentina

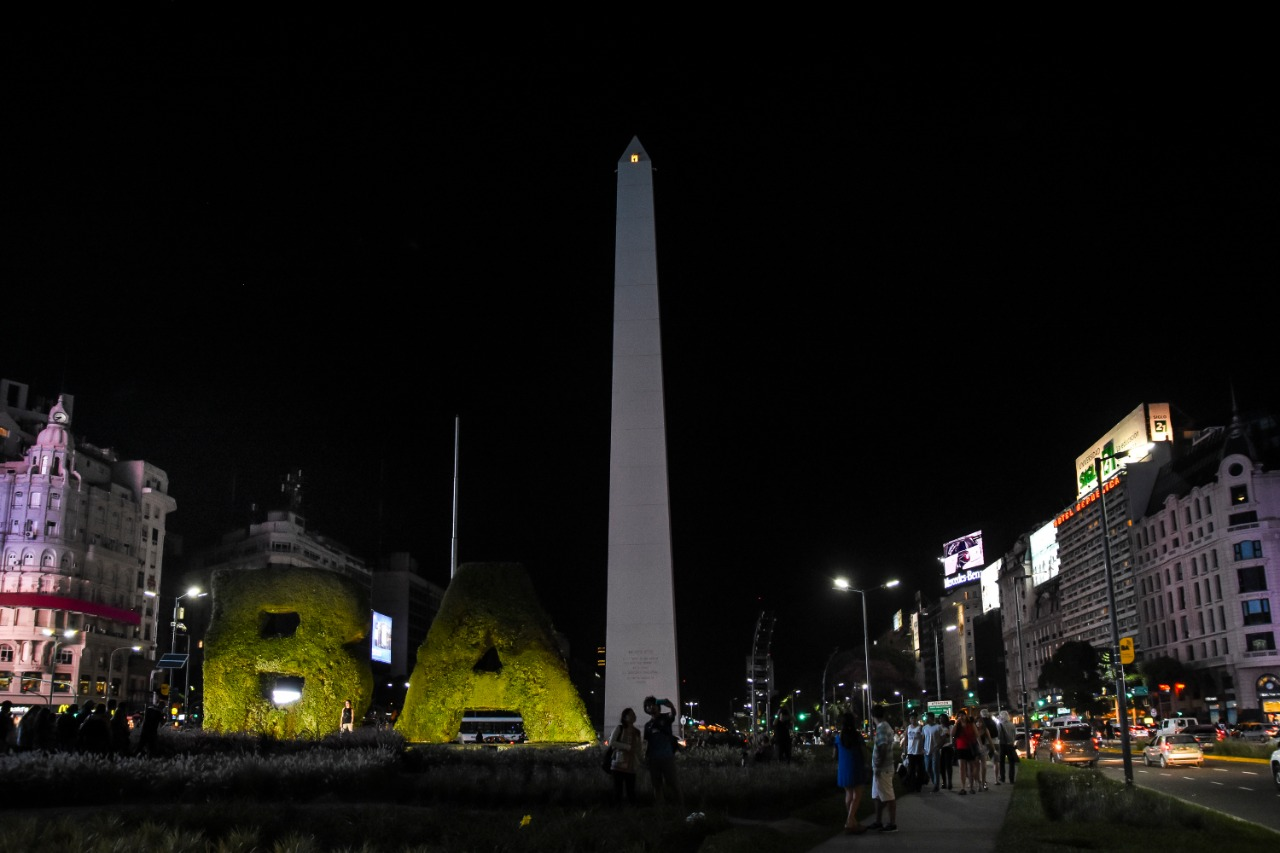
Obelisco de Buenos Aires durante a Hora do Planeta de 2020

O financiamento climático na Argentina, um país com um território extenso e heterogêneo, que vai dos desertos secos do noroeste às geleiras da Patagônia, e que enfrenta, nas últimas décadas, um aumento expressivo da variabilidade climática, com episódios de secas prolongadas intercalados por enchentes severas, além de verões cada vez mais quentes e persistentes ondas de calor, tem se tornado um assunto cada vez mais relevante. Esses fenômenos, resultantes do aquecimento global, têm causado perdas estimadas em até 4% do PIB nacional somente pelas secas, enquanto as inundações têm provocado danos médios de 1,4 bilhão de dólares em infraestrutura e até 4 bilhões de dólares em perdas de bem-estar social anualmente. No cenário internacional, a Argentina é responsável por cerca de 0,8% das emissões globais de gases de efeito estufa (GEE), sobretudo CO₂ e CH₄, provenientes principalmente da agropecuária e da queima de combustíveis fósseis na matriz energética.
Para enfrentar esses desafios, em 2018 o país aprovou a Lei nº 27.520, que estabeleceu os orçamentos mínimos anuais para ações de mitigação e adaptação às mudanças climáticas, instituiu o Plano Nacional de Mitigação e Adaptação e definiu responsabilidades ao Ministério de Ambiente e Desenvolvimento Sustentável (MADS). Em 2020, a Segunda Contribuição Nacionalmente Determinada (NDC – *Nationally Determined Contribution*) elevou o compromisso argentino a um teto absoluto de 359 MtCO₂e em 2030, incluindo metas condicionais à obtenção de 20 bilhões de dólares em financiamentos externos e tecnologia. No mesmo período, foram lançados instrumentos como o Fundo para a Transição Energética (FTE) e o Programa de Eficiência em Edifícios (PEEB), estruturados para canalizar recursos públicos e multilaterais em prol de renováveis, eficiência e infraestrutura resiliente.
Tanto para cumprir a NDC quanto para avançar rumo à neutralidade de carbono até 2050, o país vem mobilizando não apenas verbas estatais, mas também recursos provenientes do setor privado (via títulos verdes, linhas de crédito verdes e fundos ESG) e de organismos internacionais (Fundo Verde para o Clima, Banco Mundial, BID, CIF). Essa articulação entre players públicos, privados e multilaterais configura o “ecossistema de financiamento climático” argentino, cuja maturação tem sido essencial para viabilizar projetos de larga escala em energia limpa, adaptação urbana e rural, conservação florestal e mobilidade sustentável.
Por fim, o financiamento climático na Argentina perpassa objetivos duplos: mitigar emissões de GEE, sobretudo no setor energético, e reforçar a resiliência de comunidades vulneráveis aos impactos climáticos, seja por meio de infraestrutura verde em zonas urbanas, seja por meio de apoio a sistemas produtivos rurais adaptados.

## Definição
Não existe um consenso definitivo sobre a definição de financiamento climático, mas o termo é amplamente utilizado para designar recursos financeiros mobilizados por atores públicos e privados, em níveis global e local, com o objetivo de apoiar atividades de mitigação e adaptação às mudanças climáticas. Segundo a UNFCCC, o financiamento climático deve ser caracterizado pela natureza das atividades financiadas — em vez de pelos provedores, intermediários ou instrumentos financeiros — focalizando-se em resultados de adaptação e mitigação. A COP (Conferências das Nações Unidas sobre as Mudanças Climáticas) 15 de Copenhagen, em dezembro de 2009, estabeleceu o compromisso político de mobilizar 100 bilhões de dólares anuais até 2020 para ações climáticas em países em desenvolvimento, consagrando a meta em acordos posteriores. Na COP16 de Cancun, em novembro de 2010, decidiu-se criar o GCF como fundo multilateral para prover financiamento de longo prazo a projetos de mitigação e adaptação, formalizado em 2010 e operacionalizado a partir de 2015.

## Contexto agentino

### Vulnerabilidades
O território argentino, com extensão de mais de 2,7 milhões de km², apresenta contrastes marcantes: regiões áridas e semiáridas no Noroeste e Cuyo, campos úmidos na região da Pampa, áreas pantanosas no Delta do Paraná e zonas frias e glaciares na Patagônia. Essa diversidade geográfica faz com que as vulnerabilidades climáticas sejam igualmente variadas, indo de estiagens que afetam severamente a produção de grãos e a pecuária, até enchentes que comprometem infraestruturas urbanas e rurais, passando por eventos extremos de calor que elevam a demanda energética e os riscos à saúde pública.
Mapeamentos recentes indicam que, até 2050, as perdas anuais associadas às secas poderão chegar a 4 % do PIB, sobretudo em províncias produtoras de soja e milho, enquanto as enchentes já causam prejuízos médios de 1,4 bilhão de dólares em ativos físicos e até 4 bilhões de dólares em perdas de bem-estar social, atingindo sobretudo populações mais vulneráveis em periferias urbanas e povoados rurais. A escassez de água, combinada a eventos de precipitação intensa, afeta também a geração hidrelétrica — responsável por cerca de 25 % da matriz elétrica — e impõe desafios ao abastecimento urbano em cidades como Buenos Aires, Córdoba e Mendoza.
Em termos socioeconômicos, as mudanças climáticas aprofundam disparidades regionais: áreas mais secas enfrentam queda de produtividade agrícola e êxodo rural, enquanto centros urbanos sofrem com enchentes que prejudicam mobilidade, saneamento e saúde pública. Esses impactos não atingem apenas a economia formal: comunidades indígenas e peri-urbanas, com menor acesso a infraestrutura e serviços, veem-se ainda mais expostas, seja pela falta de sistemas de alerta precoce, seja pela carência de investimentos em adaptação local.
Diante desse cenário, o financiamento climático surge como ferramenta estratégica para antecipar e prevenir danos, por meio de projetos que vão desde a construção de reservatórios e sistemas de irrigação eficientes até a implantação de infraestrutura verde urbana e o fortalecimento de cadeias produtivas resilientes. A priorização dessas ações nos planos de financiamento — alinhada às NDCs e aos compromissos internacionais — busca equacionar mitigação e adaptação, atendendo tanto às exigências de redução de emissões quanto às necessidades de proteção social e econômica das populações mais vulneráveis.

### Marcos legais e institucionais
A análise do arcabouço legal argentino revela um sistema robusto, mas em evolução, centrado na Lei nº 27.520/2018 e no Plano Nacional de Mitigação e Adaptação ao Clima até 2030, com metas absolutas de emissão e orçamentos mínimos garantidos. No âmbito público, o Fundo para a Transição Energética (FTE) e o Programa de Uso Racional e Eficiente da Energia em Edifícios Públicos (PROUREE) estruturam aportes estatais e multilaterais, enquanto o Banco de la Nación e agências de fomento internacionais distribuem linhas de crédito verdes. O setor privado complementa com emissões de bônus verdes supervisionadas pela Comissão Nacional de Valores (CNV) e pela BYMA. Internacionalmente, Argentina mobiliza recursos do Green Climate Fund (GCF), do Climate Investment Funds (CIF) e de bancos multilaterais (BID, Banco Mundial), além de parcerias bilaterais milhões de dólares em projetos de mitigação e resiliência. Os principais setores beneficiados — energia renovável, adaptação urbana, conservação florestal (REDD+), agricultura resiliente e mobilidade elétrica — têm registrado reduções de até 5 MtCO₂e/ano e melhorias sociais tangíveis, apesar de entraves como volatilidade cambial, altas taxas de juros e debates sobre justiça climática, especialmente no contexto da mineração de lítio na Puna.
A Lei nº 27.520, sancionada em 14 de novembro de 2018, instituiu os “premissas mínimas de proteção ambiental” para adaptação e mitigação do clima, determinando que o Poder Executivo apresente anualmente o orçamento vinculado a essas ações e defina indicadores de desempenho climático. O artigo 2º da norma estipula objetivos claros, como a vulnerabilização de setores econômicos e sociais ao clima e a promoção de uma economia de baixo carbono, criando a base jurídica para o Plano Nacional de Mitigação e Adaptação ao Cambio Climático até 2030, consolidado no portal do Ministério de Ambiente y Desarrollo Sostenible. Em 2020, a Argentina apresentou sua Segunda NDC à Convenção-Quadro das Nações Unidas sobre Mudanças Climáticas (UNFCCC), estabelecendo um teto absoluto de 359 MtCO₂e para 2030 e metas condicionais que dependem de 20 bilhões de dólares em financiamentos externos e de tecnologia.
Para operacionalizar essas diretrizes, o Ministério de Ambiente y Desarrollo Sostenible (MADS) coordena um Comitê Interministerial de Mudanças Climáticas, envolvendo as pastas de Economia, Energia, Agricultura e Transportes, bem como representantes provinciais, garantindo governança multiescalar. No âmbito financeiro, a Lei 27.520 atribui ao Banco de la Nación Argentina (BNA) a missão de atuar como agente financiador, o que levou à criação de linhas de crédito verdes operadas por sua plataforma de fintech sustentável, com destaque para projetos de energias renováveis, eficiência energética e reabilitação de infraestrutura urbana. A Comissão Nacional de Valores (CNV) e a Bolsas y Mercados Argentinos (BYMA) assumiram em 2020 a regulação de títulos verdes, definindo padrões de elegibilidade e reporte alinhados aos Green Bond Principles, fortalecendo a confiança do investidor.
Ainda que o arcabouço institucional seja considerado avançado, críticas apontam lacunas na articulação entre níveis nacional, provincial e municipal, o que, em alguns casos, resulta em sobreposições de programas e subutilização de recursos, especialmente em províncias de menor capacidade técnica. Adicionalmente, a ausência de um sistema digital integrado de monitoramento e verificação complica a avaliação do desempenho climático dos projetos, gerando atrasos na liberação de fundos condicionais e dificultando a transparência junto à sociedade civil.

## Financiamento

### Público
O Programa de Uso Racional y Eficiente de la Energía – PROUREE – em Edifícios Públicos (PEEB), executado em parceria com a Agência Francesa de Desenvolvimento (AFD) e o Fundo Global de Clima e Inovação (FGCI), subsidia até 30% dos custos de retrofit térmico e instalação de sistemas de gestão predial em prédios governamentais, com objetivo de reduzir em média 25% o consumo energético em cinco anos.
Além disso, o Programa Nacional de Adaptación y Mitigación al Cambio Climático al 2030, estabelecido em 2018, aloca recursos orçamentários mínimos (0,5 % do orçamento total) para todas as agências federais, o que tem fomentado a incorporação de critérios climáticos em políticas setoriais de transporte, saneamento e saúde.
O uso de recursos multilaterais, incluindo tranches condicionais que dependem de relatórios de progresso e verificação independente, tem garantido disciplina fiscal e transparência, mas provocado atrasos nos desembolsos, uma vez que as exigências de reporte e salvaguardas ambientais são consideradas excessivamente burocráticas por empreendedores locais.

### Privado
O mercado argentino de títulos verdes (“green bonds”) cresceu significativamente após a regulação pela CNV em 2020, atingindo 1,589 bilhão de dólares em 72 emissões até setembro de 2023, conforme relatório da BYMA, com empresas do setor elétrico e governos subnacionais como principais emissores. Instituições financeiras privadas, lideradas pelo Banco Galicia em parceria com a IFC, emitiram em 2022 um título verde de 100 milhões de dólares, com prazo de 7 anos, para financiar linhas de crédito ambientais, incluindo eficiência energética em indústrias e habitações de baixa renda. Desde então, instruments de sustainability-linked loans (SLL) e transition bonds têm ganho relevância, atrelando taxas de juros a metas de redução de emissões e indicadores ESG, criando incentivos financeiros para o desempenho climático das empresas.
Fundos de investimento ESG, operados por gestoras locais como Balanz Capital e PPI Capital, captaram mais de 200 milhões ede dólares m 2023, direcionando recursos a projetos de infraestrutura verde, gestão de resíduos e tecnologia limpa, com foco em retornos de longo prazo e mitigação de riscos climáticos. Apesar desse dinamismo, a elevada taxa de juros real e a volatilidade cambial desestimulam investidores privados de médio porte, que enfrentam dificuldade para prever fluxos de caixa em dólares, limitando a expansão de projetos climáticos de porte médio e pequeno.

## Cooperação internacional e financiamento externo
A Argentina possui sete projetos aprovados pelo Green Climate Fund (GCF), totalizando potencial de apoio de cerca de 200 milhões de dólares para iniciativas de eficiência energética, energias renováveis e mitigação de riscos climáticos, conforme dados do próprio GCF. Entre esses, destacam-se programas de retrofit industrial em parques fabris da Gran Mendoza e projetos de desconto tarifário para consumo residencial eficiente em Córdoba, alavancando cofinanciamento local.
O Climate Investment Funds (CIF) emitiu em janeiro de 2025 um green bond de 500 milhões de dólares no mercado internacional, com cupom de 4,75 % e demanda seis vezes superior ao oferecido, direcionando recursos para tecnologias de baixo carbono em mercados emergentes, incluindo a Argentina via intermediários como o Banco Mundial e o BID. Esses recursos têm sido canalizados para projetos-piloto de hidrogênio verde e armazenamento de energia em larga escala, acelerando a incorporação de soluções inovadoras no país.
O Programa das Nações Unidas para o Desenvolvimento (PNUD) apoia o fortalecimento institucional para a implementação das NDCs, promovendo capacitação de técnicos estaduais em elaboração de projetos climáticos e monitoramento de indicadores. A FAO e o BID colaboram no programa REDD+ Results-Based Payments, que investiu em conservação de florestas nativas e pagamentos por serviços ambientais a comunidades no Nordeste e na região andina.

## Impactos e resultados
Em Mendoza, infraestrutura verde implementada pelo GCF protegeu 200 hectares de zonas urbanas e reduziu em 20% o risco de deslizamentos em encostas vulneráveis. O programa REDD+ Results-Based Payments, gerido pela FAO e pelo MADS, realizou pagamentos vinculados à demonstração de redução de emissões em florestas nativas, beneficiando 35 comunidades locais no Nordeste e na região andina.
Contudo, a volatilidade cambial e as altas taxas de juros adiaram 40% dos desembolsos previstos para 2023–2024, resultando em atrasos de até 18 meses na execução de parte dos projetos, especialmente aqueles dependentes de cofinanciamento externo. A complexidade regulatória e o rigor dos processos de salvaguarda têm sido apontados como causas de ineficiências, motivando discussões sobre simplificação e digitalização de trâmites.

## Mecanismos de canalização e monitoramento
A Argentina conta com um arcabouço de instrumentos financeiros e normativos que direcionam, rastreiam e avaliam fluxos de recursos destinados ao clima. O Fundo Verde para o Clima (GCF, sigla em inglês) e o Banco Interamericano de Desenvolvimento (BID) firmaram em 2019 um acordo que permite ao GCF canalizar recursos para projetos de eficiência energética e mitigação, criando uma plataforma conjunta de desembolso e supervisão de investimentos climáticos no país. Em nível nacional, a **Resolución General 788/2019** da **Comisión Nacional de Valores** padronizou a emissão de títulos verdes, sociais e sustentáveis, alinhando-os a padrões internacionais e facilitando sua integração ao mercado financeiro local.
Para garantir transparência e responsabilidade, o governo incorporou, em 2021, diretrizes do Programa das Nações Unidas para o Meio Ambiente (UNEP, sigla em inglês) para “alinhamento do financiamento climático às NDCs e LT-LEDS”, estabelecendo indicadores de desempenho e relatórios periódicos das partes envolvidas. No âmbito multilateral, o Relatório Conjunto dos Bancos Multilaterais de Desenvolvimento (MDBs) de 2022 detalha metodologias comuns de mensuração e reporte, fornecendo à Argentina métricas padronizadas para contabilizar financiamento climático, distinguindo entre concessões, empréstimos a juros de mercado e capital privado mobilizado. Além disso, o Standing Committee on Finance da UNFCCC, em seu quinto relatório, oferece diretrizes específicas para o monitoramento de fluxos por país, incluindo casos de uso e canais de apoio, aos quais a Argentina se adequa em seus relatórios nacionais.

## Iniciativas e projetos

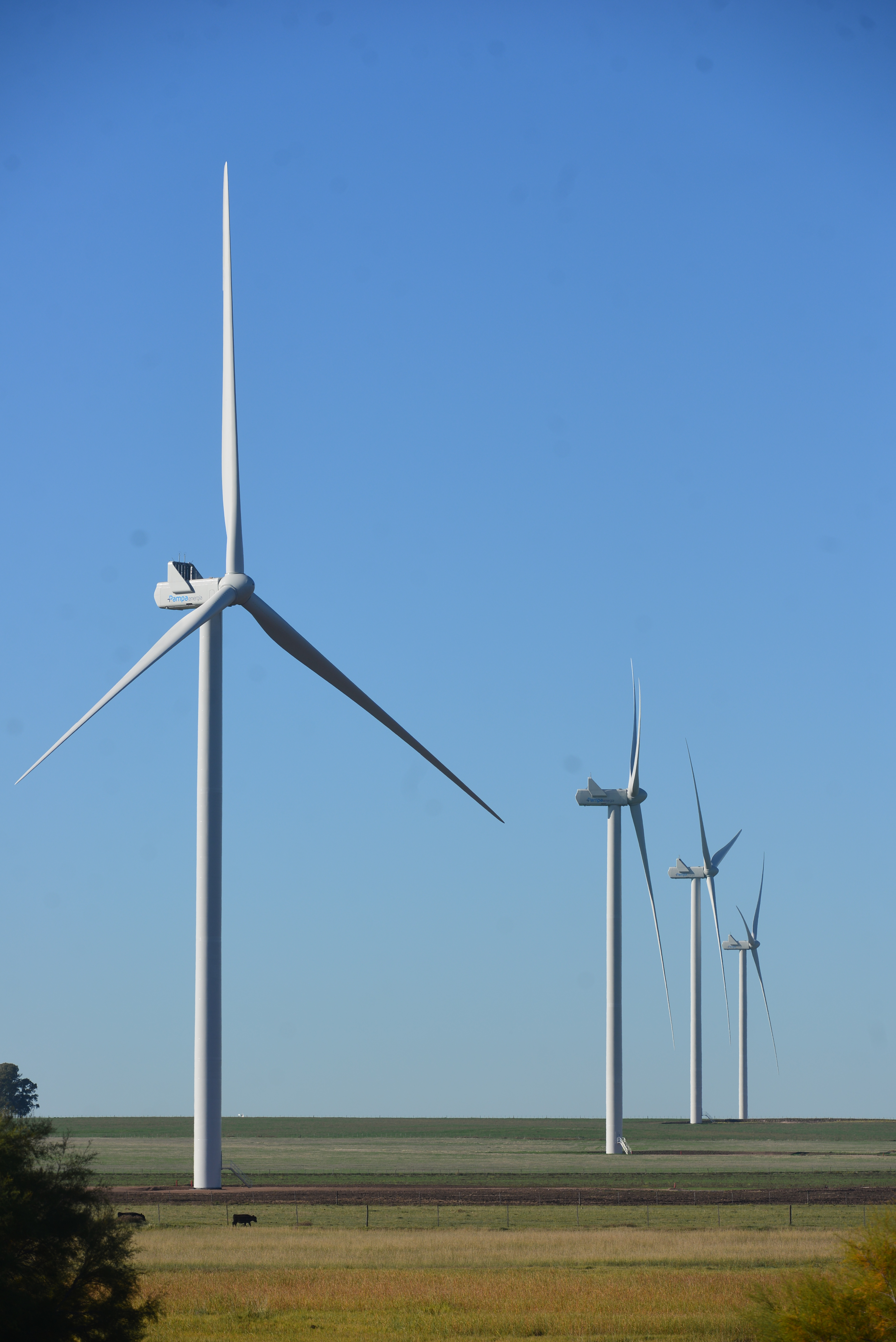
Parque Eólico Molinos Corti em Bahía Blanca

A Argentina abriga um portfólio diversificado de projetos públicos e privados de financiamento climático. Pelo GCF, está em andamento o “FP030: Catalyzing private investment in sustainable energy in Argentina”, cujo objetivo é estruturar pacotes de financiamento para projetos pioneiros de energia renovável e demonstrar modelos de negócio viáveis, com ênfase em solar fotovoltaico e pequenas centrais eólicas. Já o BID aprovou um empréstimo de 350 milhões de dólares em 2022 para “Promoting sustainable, resilient growth” na Argentina, destinado a reforçar cadeias produtivas estratégicas, infraestruturas críticas e energias limpas no âmbito do Programa de Crescimento Sustentável e Resiliente. No âmbito do Global Environment Facility (GEF), a Argentina desenvolveu 61 projetos nacionais e regionais somando 365,7 milhões de dólares em financiamento para biodiversidade, uso sustentável da terra e mitigação de emissões, executados em parceria com agências do PNUD e do Banco Mundial.

## Desafios
A concentração de subsídios e linhas de crédito em grandes projetos de energias renováveis tem gerado críticas de que pequenos empreendimentos rurais e urbanos ficam à margem, devido a critérios rígidos de elegibilidade e à elevada exigência de cofinanciamento. ONGs e movimentos sociais denunciam falta de transparência nos processos de seleção de beneficiários de fundos públicos e multilaterais, com relatórios de impacto social e ambiental realizados frequentemente após a aprovação de projetos, limitando a participação comunitária.
A exploração de lítio na Puna de Salta e Jujuy, apresentada como fonte de “energia limpa”, provocou conflitos com comunidades indígenas Kolla e Atacama, que relataram escassez de água e contaminação em lençóis freáticos, resultando em suspensões judiciais de novas licenças no Salar del Hombre Muerto.
Críticos do modelo de blended finance alertam para riscos de “colonialismo climático”, em que capitais concessional acobertam projetos que, em última instância, beneficiam grandes corporações de origem estrangeira, deixando passivos ambientais e sociais locais sem reparação adequada. Ademais, a fragmentação institucional entre esferas federal e provincial dificulta a coordenação de políticas, exacerbando desigualdades na alocação de recursos e gerando litígios legais entre níveis de governo.

## Perspectivas
Especialistas recomendam a criação de um Plano Nacional de Financiamento Climático (PNFC) para 2030, com metas anuais de mobilização de 10 bilhões de dólares e mecanismos de blended finance aprimorados para atração de capitais privados a projetos de adaptação comunitária e economia circular. A adoção de tecnologias emergentes — como blockchain para rastreamento de fluxos financeiros e IoT para monitoramento em tempo real de indicadores ambientais — pode aumentar a transparência e a eficiência operacional, reduzindo custos de reporte e fortalecimento da governança climática.
Por fim, o fortalecimento de instrumentos de justiça climática, mediante a incorporação de processos participativos e de salvaguardas socioculturais em todos os estágios de projetos, é fundamental para assegurar que os benefícios do financiamento climático alcancem comunidades vulneráveis e respeitem direitos humanos, promovendo um modelo de desenvolvimento inclusivo e sustentável.